# Luigi Avogadro di Collobiano Arborio
Luigi Avogadro di Collobiano Arborio, nobile dei conti di Valdengo e dei signori di Collobiano (Torino, 1º aprile 1843 – Piverone, 16 luglio 1917), è stato un diplomatico e politico italiano.

## Biografia
Nell'amministrazione degli esteri dal 1863 è stato addetto alle legazioni italiane di Pietroburgo e Parigi, segretario di legazione a Washington, Parigi, Pietroburgo e Costantinopoli, consigliere di legazione a disposizione del Ministero degli esteri, incaricato della segreteria della direzione generale per la politica estera. Promosso ministro plenipotenziario è inviato straordinario con credenziali di ambasciatore a Lisbona, Costantinopoli e Madrid. Collocato a riposo come ambasciatore onorario nel 1904, nello stesso anno è nominato senatore a vita.